# Barbara Stuart
Barbara Ann Stuart (* 3. Januar 1930 in Paris, Illinois als Barbara Ann McNeese; † 15. Mai 2011 in St. George, Utah) war eine US-amerikanische Schauspielerin.

## Leben
Barbara Stuart, ursprünglich Barbara Ann McNeese, wurde im Edgar County, im Osten des US-Bundesstaates Illinois, geboren. Sie wuchs gemeinsam mit ihrem Bruder Richard McNeese in Hume, in der Nähe ihres Geburtsortes Paris, auf. Nach ihrem High-School-Abschluss nahm sie Schauspielunterricht an der Schuster-Martin School of Drama in Cincinnati, Ohio; diese Schauspielschule war von einer Tante des Schauspielers Tyrone Power gegründet worden. Stuart ging dann zur weiteren Ausbildung nach New York City, wo sie Schauspielunterricht bei Stella Adler und Uta Hagen erhielt. Um den Schauspielunterricht zu bezahlen, arbeitete sie nebenbei als Model.
1954 erhielt sie ihre erste Fernsehrolle in der in der Zeit des Kalten Krieges angesiedelten Spionage-Serie I Led Three Lives, wo sie in der Episode Atomic Antidote die Rolle der Genossin Martine Felton spielte. Anschließend ging sie mit dem Stück Lunatics and Lovers gemeinsam mit Zero Mostel auf eine Theater-Tournee durch die Vereinigten Staaten. 1955 übernahm sie die wiederkehrende Rolle der Sekretärin Bessie in der US-Fernsehserie The Great Gildersleeve.
Seit diesem Zeitpunkt war Stuart dauerhaft als Fernsehschauspielerin tätig. Sie war in Serienrollen und Episodenrollen in insgesamt über 80 Fernsehserien zu sehen. Meistens hatte sie darin jeweils nur ein oder zwei Episoden- oder Gastrollen. Sie spielte in Krimiserien, Comedy-Serien und Westernserien, darunter in den US-amerikanischen Fernsehklassikern The George Burns and Gracie Allen Show (1958), Perry Mason (1961), Twilight Zone (1960), Tausend Meilen Staub (1963) und The Dick Van Dyke Show (1964). Wiederkehrende Serienrollen hatte sie, an der Seite von Rory Calhoun, als Poker Alice in der Western-Serie Der Texaner (1960), als Alice (die beste Freundin der weiblichen Hauptfigur Gladys) in der Comedy-Serie Pete and Gladys (1960–1961) und als Bunny Wilson, die langjährige Freundin von Sergeant Carter, in der Sitcom Gomer Pyle, U.S.M.C. (1964–1969).
In den 1970er und 1980er Jahren hatte sie Episodenrollen in den Serien Kung Fu, Cannon, Alias Smith und Jones, Starsky & Hutch, Trapper John, M.D., Taxi, Quincy, Herzbube mit zwei Damen, Hotel, Ein Engel auf Erden und Simon und Simon. 1985 spielte sie in der US-amerikanischen Kriminal- und Familiendrama und der sich daran anschließenden mehrteiligen Fernsehserie Verfeindet bis aufs Blut die Rolle der Marianne Danzig; sie verkörperte darin an der Seite von Eli Wallach, die Frau eines amerikanischen „Paten“. In den 1990er Jahren war sie in Episodenrollen unter anderen in den Serien L.A. Law – Staranwälte, Tricks, Prozesse und Nash Bridges zu sehen. Ihre Fernsehkarriere beendete sie mit der Rolle der Alice in der Fernsehserie Huff – Reif für die Couch, in der sie von 2004 bis 2006 eine der Bridge-Partnerinnen der von Blythe Danner gespielten Serienfigur Isabelle „Izzy“ Huffstodt verkörperte.
Stuart war auch in einigen Kinofilmen zu sehen, der Schwerpunkt ihrer Tätigkeit war jedoch im Verlauf ihrer gesamten Karriere das Fernsehen. Stuart spielte unter anderem, unter der Regie von Raoul Walsh, in dem Kriegsdrama Teufelskerle in Fernost (1961) die Freundin eines US-Soldaten. 1968 übernahm sie die Rolle der Irene Foster in dem Action-Drama Die Unerschrockenen. In der Komödie Die unglaubliche Reise in einem verrückten Flugzeug (1980) verkörperte sie in der Rolle der Mrs. Kramer die Frau des von Robert Stack gespielten Piloten Rex Kramer. In der Filmkomödie Bachelor Party (1984) war sie in der Rolle der Mrs. Thompson die zukünftige Schwiegermutter der von Tom Hanks gespielten Rollenfigur Rick Gassko.

## Privates
Stuart heiratete 1967 den Schauspieler, Schriftsteller und Künstler Dick Gautier; die Ehe wurde später geschieden. Gautier hatte drei Kinder in die Ehe mitgebracht. Stuart wohnte über 35 Jahre in ihrem Anwesen in Toluca Lake in der Nähe von Los Angeles. Zuletzt lebte sie in St. George im US-Bundesstaat Utah in der Nähe ihres Bruders Richard; dieser lebt in Santa Clara.

## Filmografie (Auswahl)

### Kino
- 1961: Teufelskerle in Fernost (Marines, Let's Go)
- 1968: Die Unerschrockenen (Hellfighters)
- 1980: Die unglaubliche Reise in einem verrückten Flugzeug (Airplane!)
- 1984: Bachelor Party
- 1999: Nash Bridges
- 2000: Damned If You Do
- 2001: A Family Affair

### Fernsehserien
Jeweils eine Folge, wenn nicht anders angegeben
- 1955: I Led Three Lives
- 1955: The Great Gildersleeve (7 Episoden)
- 1959–1961: The Lawless Years (4 Episoden)
- 1960: Der Texaner (The Texan, 3 Episoden)
- 1960: Twilight Zone (The Twilight Zone)
- 1960–1961: Pete and Gladys (11 Episoden)
- 1961: Perry Mason (2 Episoden)
- 1963: Tausend Meilen Staub (Rawhide)
- 1964–1969: Gomer Pyle, U.S.M.C. (21 Episoden)
- 1966: Batman
- 1971: Alias Smith und Jones (Alias Smith and Jones)
- 1973: Kung Fu
- 1973: Cannon
- 1973: Barnaby Jones
- 1979: Starsky & Hutch
- 1979: Trapper John, M.D.
- 1980: Taxi
- 1980; 1983: Herzbube mit zwei Damen (Three’s Company, 2 Episoden)
- 1982: Quincy
- 1984: Hotel
- 1985–1986: Verfeindet bis aufs Blut (Our Family Honor; Fernsehfilm und 13 Episoden)
- 1986: Ein Engel auf Erden (Highway to Heaven, 2 Episoden)
- 1988: Simon und Simon (Simon & Simon)
- 1993: L.A. Law – Staranwälte, Tricks, Prozesse (L.A. Law)
- 2004–2006: Huff – Reif für die Couch (Huff, 5 Episoden)